# 大學程式設計先修檢測

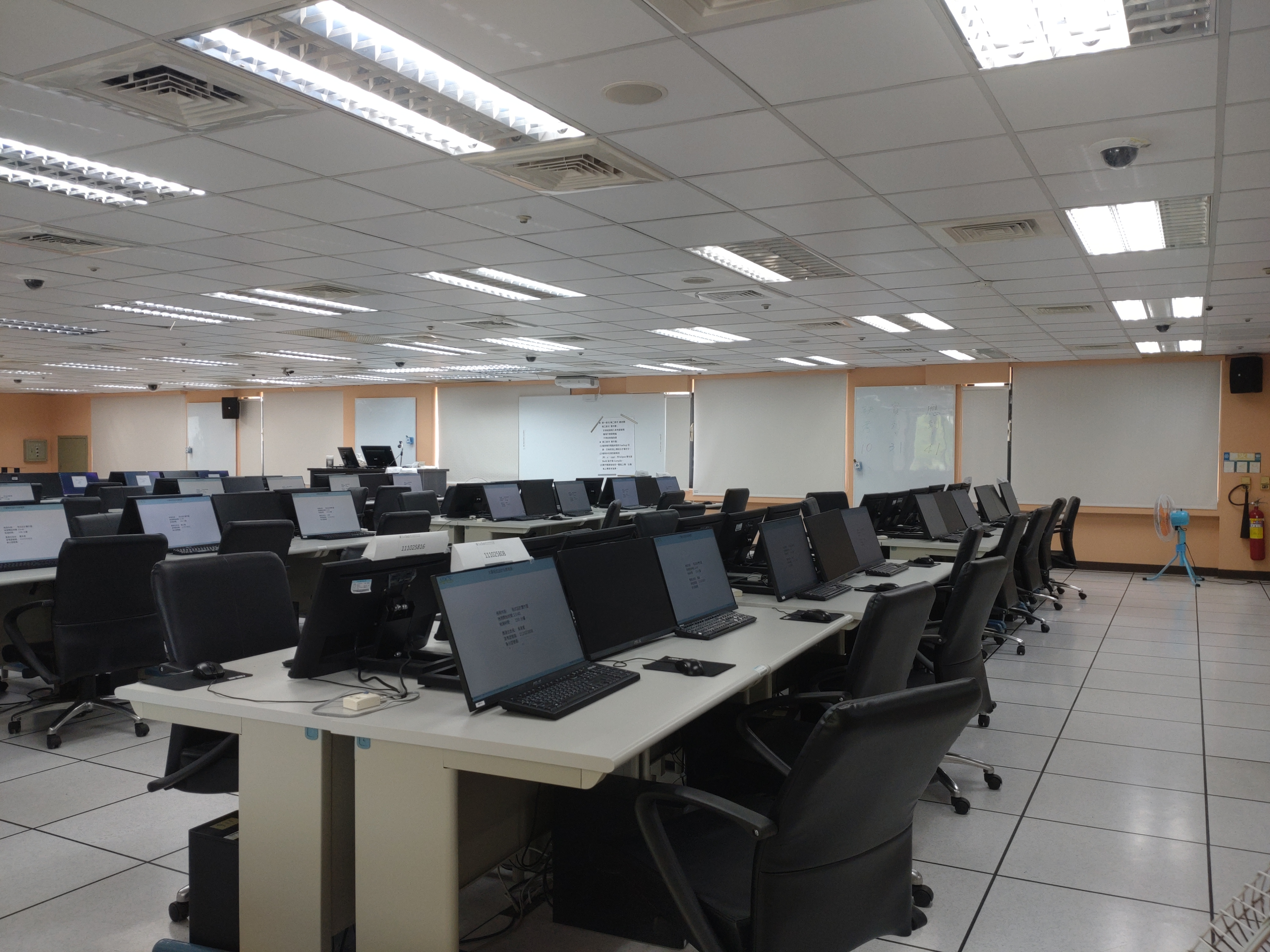
當作 APCS 考場使用的國立雲林科技大學電腦教室。

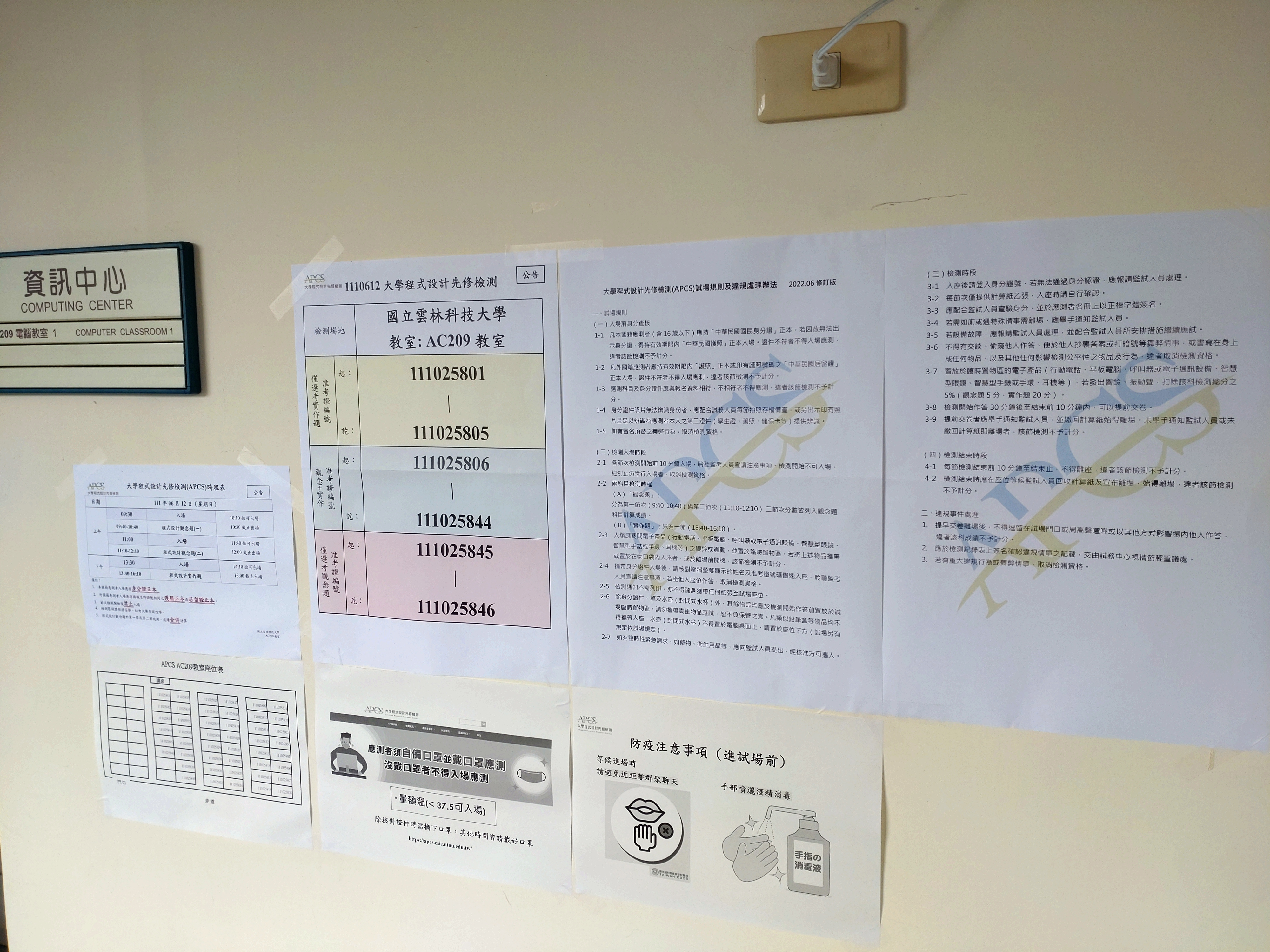
考場教室外的公告（2022年6月場次）

大學程式設計先修檢測（APCS）是臺灣的程式設計能力檢測，每年舉辦三次，考場大多在各地大學教室。APCS 由教育部委託國立臺灣師範大學資訊工程學系辦理。範圍大致上對應高級中等學校資訊科技領域課程內容，能夠檢驗高中生的程式設計學習成果。
臺灣部分大專院校採計 APCS 成績，當作選才依據。因此，報考者以高級中等學校學生為主，但也不乏一般民眾報考。

## 施測內容
APCS 有程式設計觀念題和程式設計實作題兩科，能自由選考，滿分各為5級分。高中教師認為，施測內容約為高中資訊課程內容。補教業者則認為約有資訊工程學類科系大學一年級程式設計課程的難度。
實作題可使用C、C++、Java及Python進行作答。

## 外部連結
- 官方网站